# Todirești (okręg Vaslui)
Todirești – wieś w Rumunii, w okręgu Vaslui, w gminie Todirești. W 2011 roku liczyła 889 mieszkańców.